# Лошанка
Лоша́нка (бел. Лаша́нка; также встречается русскоязычный вариант наименования Лашанка) — река в Гродненском районе Гродненской области Белоруссии. Левый приток реки Свислочь (бассейн Немана).
Река Лошанка начинается на восточных склонах Гродненской возвышенности недалеко от деревни Бараново. Устье располагается к востоку от деревни Сухая Долина. В верхнем течении также носит название Лико́вка (бел. Лікоўка).
Длина реки составляет 15 км. Площадь водосбора — 143 км². Уклон реки — 2 м/км.
Основные притоки — реки Боярка и Баранова.